# Município de German (condado de Auglaize, Ohio)
Localização do Ohio nos E.U.A.
O município de German (em inglês: German Township) é um município localizado no condado de Auglaize no estado estadounidense de Ohio. No ano de 2010 tinha uma população de 3748 habitantes e uma densidade populacional de 78,41 pessoas por km².

## Geografia
O município de German encontra-se localizado nas coordenadas 40° 26′ 39″ N, 84° 23′ 49″ O. Segundo a Departamento do Censo dos Estados Unidos, o município tem uma superfície total de 47.8 km², da qual 47,8 km² correspondem a terra firme e (0 %) 0 km² é água.

## Demografia
Segundo o censo de 2010, tinha 3748 pessoas residindo no município de German. A densidade populacional era de 78,41 hab./km².